# Manuel Pedregal Fernández
Manuel Pedregal Fernández (1901—Madrid, 18 de enero de 1984) fue un economista y profesor español, presidente de la Fundación Francisco Giner de los Ríos desde su recuperación en 1977.

## Biografía
Manolo Pedregal, hijo de José Manuel Pedregal (Pedregal y Sánchez-Calvo fue Ministro de Hacienda en 1922, miembro de la Academia de Ciencias Morales y Políticas y presidente de la Institución Libre de Enseñanza) y nieto de Manuel Pedregal y Cañedo (ministro de Hacienda durante la Primera República), se formó en la ILE y estudió Derecho en la Universidad Central de Madrid. Tras doctorarse fue pensionado en diversos países de Europa por la Junta para Ampliación de Estudios e Investigaciones Científicas. Fruto de ese periplo fue su tesis doctoral sobre «municipalización y socialización de los servicios públicos», premiada en 1925. 
Alumno y profesor auxiliar en la cátedra de Flores de Lemus, resultó elegido diputado a Cortes por Asturias por el Partido Liberal-Demócrata en la segunda legislatura de la República, actuando además como secretario de la Comisión de Presupuestos del Congreso. En 1935 fue secretario del Ateneo de Madrid, siendo presidente de la institución Fernando de los Ríos.
Años después de concluida la Guerra civil española, actuó como vocal en la Fundación Sierra-Pambley, de León, y promovió la estructura legal de la Fundación Giner de los Ríos a partir del 20 de junio de 1977, recuperando el talante que habían perdido durante la dictadura del general Franco, y reuniendo a «sus legítimos continuadores, a fin de que integraran los respectivos patronatos».
Manolo Pedregal murió en Madrid, y fue enterrado en el panteón familiar del cementerio municipal de Avilés.